# Waynesboro (Tennessee)
Waynesboro es una ciudad ubicada en el condado de Wayne en el estado estadounidense de Tennessee. En el Censo de 2010 tenía una población de 2.449 habitantes y una densidad poblacional de 252,22 personas por km².

## Geografía
Waynesboro se encuentra ubicada en las coordenadas 35°19′25″N 87°45′36″O / 35.32361, -87.76000. Según la Oficina del Censo de los Estados Unidos, Waynesboro tiene una superficie total de 9.71 km², de la cual 9.71 km² corresponden a tierra firme y (0%) 0 km² es agua.

## Demografía
Según el censo de 2010, había 2.449 personas residiendo en Waynesboro. La densidad de población era de 252,22 hab./km². De los 2.449 habitantes, Waynesboro estaba compuesto por el 96.82% blancos, el 1.63% eran afroamericanos, el 0.37% eran amerindios, el 0.04% eran asiáticos, el 0% eran isleños del Pacífico, el 0.33% eran de otras razas y el 0.82% pertenecían a dos o más razas. Del total de la población el 1.18% eran hispanos o latinos de cualquier raza.